# Pully
Pully är en ort och kommun i distriktet Lavaux-Oron i kantonen Vaud, Schweiz. Kommunen har 19 287 invånare (2023).
Pully ligger vid Genèvesjön strax öster om Lausanne. Tetra Laval och dess dotterbolag Tetra Pak har huvudkontor i Pully. 